# Кириевщина
Кириевщина (укр. Кириївщина) — село, входит в Бориспольский район Киевской области Украины.
Население по переписи 2001 года составляло 89 человек. Почтовый индекс — 08351. Телефонный код — 4595. Занимает площадь 0,076 км². Код КОАТУУ — 3220886402.
Село возникло в 1926 году. Тогда в поселении уже насчитывалось 5 дворов и проживало 26 человек.

## Местный совет
08351, Киевская обл, Бориспольский р-н, с. Рогозов, ул. Ленина, 99